# Latham (New York)
Pour les articles homonymes, voir Latham (homonymie).
Latham est une census-designated place du comté d'Albany, dans l'État de New York, aux États-Unis. En 2020, elle compte une population de 13 680 habitants.